# Heinrich Erlen
Heinrich Max Erlen (* 26. Januar 1907 in Hindenburg; † 5. Mai 1974 in Bad Kissingen) war ein deutscher Jurist, Polizist und SS-Führer, der während des Zweiten Weltkrieges als Kriminalkommissar in Litauen eingesetzt und als Angehöriger des Einsatzkommandos 3 der Einsatzgruppe A an Kriegsverbrechen beteiligt war.

## Leben
Nach dem Schulbesuch absolvierte Erlen ein Studium der Rechtswissenschaft an den Universitäten Wien, Berlin und Königsberg. Im Zuge der Machtübergabe an die Nationalsozialisten trat er zum 1. Mai 1933 der NSDAP (Mitgliedsnummer 2.270.978) sowie im selben Jahr der SA bei, der er bis 1936 angehörte. Er trat im Juni 1937 in den Polizeidienst ein und war zunächst als Kommissaranwärter bei der Kripo Gleiwitz. Von Oktober 1938 bis Ende Juni 1939 absolvierte er erfolgreich den Kriminalkommissar-Lehrgang am Polizei-Institut Charlottenburg, den auch der spätere BKA-Präsident Paul Dickopf besuchte. Nach Lehrgangsende wurde er als SS-Untersturmführer in den SD übernommen (SS-Nummer 312.626). Anschließend war er Leiter der Kriminalpolizei in Gleiwitz und danach in Oppeln.
Nach dem Überfall auf die Sowjetunion leitete Erlen von Januar 1942 bis März 1944 die Gestapo-Abteilung der Außenstelle Wilna beim Kommandeur der Sicherheitspolizei und des SD Karl Jäger; Erlen selbst gab später an, er habe dort die kriminalpolizeiliche Abteilung geleitet. Erlen war in Wilna am Massaker von Ponary beteiligt. Er befehligte mindestens dreimal eine Sicherungstruppe, die während der Massenerschießungen von Juden durch litauische Hilfspolizei die Exekutionsstätte absicherte. 1943 wurde er zum SS-Hauptsturmführer befördert, dem höchsten Rang, den er bei der Schutzstaffel erhielt. Im Frühjahr 1944 wurde er nach Kattowitz versetzt, wo er bis zum Heranrücken der Roten Armee die dortige Kriminalpolizeileitstelle leitete.
Nach Kriegsende befand er sich in sowjetischer Kriegsgefangenschaft. Wegen seiner Beteiligung an den Kriegsverbrechen in Wilna wurde er durch ein sowjetisches Militärtribunal zu 25 Jahren Haft mit der Pflicht zur Zwangsarbeit verurteilt, die er in Arbeitslagern des Gulags auf dem Gebiet der Sowjetunion verbüßte. Als Spätheimkehrer gelangte Erlen nach dem Besuch Konrad Adenauers in der Sowjetunion am 18. Oktober 1955 in die Bundesrepublik Deutschland zurück.
Ein Jahr später trat er in den Dienst des Bundeskriminalamts (BKA) ein und wurde im Februar 1957 in das Beamtenverhältnis übernommen. Nach einem Haftbefehl des Amtsgerichts Frankfurt am Main wegen des Verdachts der Beteiligung an Massenexekutionen wurde Erlen am 14. Dezember 1959 in den Diensträumen des BKA verhaftet. Im März 1960 wurde ein förmliches Disziplinarverfahren gegen ihn eingeleitet. Aufgrund der bereits in der Sowjetunion verbüßten Haft wurde das gegen Erlen geführte Ermittlungsverfahren durch das Landgericht Wiesbaden am 22. August 1966 eingestellt. Erlens Dienstenthebung war der Beginn diverser unerfreulicher „Entdeckungen“ von schwer NS-belasteten Beamten im BKA. Ob Erlen nach der Dienstenthebung zum BKA zurückkehren konnte, ist nicht bekannt. Erlen blieb kinderlos und verbrachte seine letzten Lebensjahre mit seiner Frau in Aalen/Baden-Württemberg.